# Bikini Girls from the Lost Planet
Pour plus de détails, voir Fiche technique et Distribution.
Bikini Girls from the Lost Planet est un film américain de série B écrit et réalisé par Fred Olen Ray, sorti directement en vidéo en 2006.

## Synopsis
Deux habitantes de la planète Aquaterra qui est entièrement peuplée de lesbiennes, sont à la recherche du meilleur reproducteur mâle.

## Fiche technique
- Titre : Bikini Girls from the Lost Planet
- Réalisateur : Fred Olen Ray
- Scénario : Brett Kelly
David A. Lloyd
- Producteur :
- Monteur :
- Société de production : Brett Kelly, David A. Lloyd
- Société de distribution :
- Pays d'origine :  États-Unis
- Langue d'origine : Anglais
- Lieu de tournage :
- Genre : Comédie érotique
- Format : Couleurs
- Durée : 100 minutes
- Dates de sortie :
  - États-Unis : 10 octobre 2006

## Distribution
- Nicole Sheridan : Kim Read
- Christine Nguyen : Danow
- Voodoo : Gary
- Brad Bartram : professeur Quatermass
- Evan Stone : Decker
- Rebecca Love : Queen Morganna
- Syren : Annie
- Michelle Lay : Audrey
- Ted Newsom : Hobart
- Regina Russell Banali (en)